# Морски змии
Морските змии (Hydrophiinae) живеят в соленоводни басейни. Те имат малка глава. Тялото е овално в предната част, а назад е сплеснато – с широка и плоска опашка. Дълго време се е смятало, че отровата на морските змии е няколко пъти по-силна от тази на най-отровните сухоземни змии, но впоследствие е доказано, че не е така. Тези влечуги най-често плуват близо до бреговете, но по време на миграции или през размножителния период изпълват огромни пространства в морето.

## Хранене
Морските змии се хранят с различни риби.

## Размножаване
Някои видове морски змии излизат на сушата, за да снасят яйцата си или да „родят“ малките си. Други морски змии „раждат“ потомството си направо във водата и целият им живот протича в солената водна стихия.

## Родове
Подсемейство Морски змии
- Род Acalyptophis Boulenger, 1896
- Род Aipysurus Lacépède, 1804
- Род Astrotia Fischer, 1855
- Род Emydocephalus Krefft, 1869
- Род Enhydrina Gray, 1849
- Род Ephalophis M.A. Smith, 1931
- Род Hydrelaps Boulenger, 1896
- Род Hydrophis Latreille in Sonnini & Latreille, 1801
- Род Kerilia Gray, 1849
- Род Kolpophis M.A. Smith, 1926
- Род Lapemis Gray, 1835
- Род Laticauda Laurenti, 1768
- Род Parahydrophis Burger & Natsuno, 1974
- Род Parapistocalamus Roux, 1934
- Род Pelamis Daudin, 1803
- Род Praescutata Wall, 1921
- Род Pseudolaticauda Kharin 1984
- Род Thalassophina Smith, 1926
- Род Thalassophis P. Schmidt, 1852